# Stanisław Stadnicki (starosta zygwulski)
Stanisław Stadnicki zwany Diabłem, również Diabłem Łańcuckim, herbu Szreniawa bez Krzyża  (ur. ok. 1551 w Nowym Żmigrodzie lub Dubiecku, zm. 14 sierpnia 1610 w Tarnawie) – starosta zygwulski w latach 1599–1608.

## Życiorys
Był synem Stanisława Mateusza i Barbary ze Zborowskich. Jego bratem był Marcin Stadnicki h. Szreniawa (ok. 1552–1628) kasztelan sanocki, ochmistrz dworu carowej Maryny Mniszchówny.
Ożeniony z Anną Ziemięcką (z Ziemięcic k. Gliwic), miał z nią trzech synów: Władysława (zabitego w Krzemienicy w 1610 r.), Zygmunta i Stanisława, oraz jedną córkę – Felicjanę. Rodzina Stadnickich była wyznania ewangelicko-reformowanego (kalwińskiego) i utrzymywała w Łańcucie zbór.
Nauki pobierał w Dubiecku, następnie w Heidelbergu w 1566 roku.
Został zapamiętany jako awanturnik i sławny warchoł, nazwany „Diabłem Łańcuckim”. Początkowo zasłużył się dla Korony, jako rotmistrz biorąc udział w wyprawie Stefana Batorego na Gdańsk i Moskwę. Urażony, że jego wyczyny nie zostały docenione, wyjechał na Węgry, gdzie w wojsku cesarza Rudolfa II walczył przeciw Turkom. Później popierał arcyksięcia Maksymiliana w staraniach o koronę polską i przez jakiś czas przebywał na Śląsku, gdzie poznał przyszłą żonę Annę Ziemięcką przebywając u jej ojca. Brał udział po stronie austriackiej w oblężeniu zamku Olsztyn koło Częstochowy, gdzie przeszedł do historii jako antybohater.
W roku 1586 przejął za długi od Anny Sienińskiej miasto Łańcut. W czasie elekcji 1587 roku głosował z województwa krakowskiego na Maksymiliana Habsburga.
Poseł na sejm 1590/1591 roku z ziemi sanockiej, poseł na sejm inkwizycyjny 1592 roku, sejm 1593 roku, sejm 1597 roku, sejm 1601 roku, sejm 1603 roku, sejm 1605 roku, sejm 1606 roku z ziemi przemyskiej, poseł na sejm 1590 roku z ziemi sanockiej.
Jako ewangelik i deputat na Trybunał Główny Koronny w Lublinie był wybrany prowizorem przez protestancko-prawosławną konfederację wileńską w 1599 roku. Był przeciwnikiem Jana Zamoyskiego. W roku 1600 był posłem na sejm. W czerwcu 1606 roku uczestniczył w zjeździe pod Lublinem. W latach 1606–1607 był jednym z przywódców rokoszu Zebrzydowskiego (wziął udział jako jeden z dowódców w bitwie pod Guzowem, która miała miejsce 5 lipca 1607 roku). Później jednak niespodziewanie „zmienił front” i uszedł ze swoim wojskiem.
Toczył prywatną wojnę ze starostą Leżajska Łukaszem Opalińskim. Opaliński zdobył jego rezydencję w Łańcucie wraz z miastem w roku 1608. Stadnicki jednak w odwecie zdobył rezydencję Opalińskiego wraz z miastem Leżajsk. Ostatecznie pod Tarnawą, gdzie zgromadzono 6000 ludzi, 14 sierpnia 1610 roku przegrał z Opalińskim. Zginął w odwrocie po bitwie, a wraz z nim około pół tysiąca jego żołnierzy. Ukrył się w lesie, ale gdy nieostrożnie wychylił się zza kłód drewna został dostrzeżony przez Kozaków. Stadnickiego dobił Tatar Persa. Po śmierci na jego ciele naliczono 10 ran od ciosów i pchnięć. Opaliński żałował, że Stadnickiego nie wzięto żywcem, wynagrodził jednak Persę, który na najbliższym sejmie otrzymał nobilitację i nazwisko Macedoński. Legenda głosi, że odrąbaną głowę Stadnickiego przywiózł do Lublina jeden z zalotników pięknej panny Reginy Żegocianki, by serce jej zdobyć i obnosił ją zatkniętą na drzewcu po Lublinie.

## Stadnicki w sztuce
Postać Stadnickiego została umieszczona na obrazie Jana Matejki Kazanie Skargi.
Jest bohaterem powieści Diabeł Łańcucki Jacka Komudy (2007), Pod czarcim kopytem Kazimierza Korkozowicza (1983), a także dramatu Smocze gniazdo Adolfa Nowaczyńskiego (1905) oraz Starosta zygwulski Adama Krechowieckiego (1887). Jest także bohaterem jednej z nowel (Z Diabłem sprawa) w Przypadkach starościca Wolskiego Józefa Hena, sfilmowanej w serialu Rycerze i rabusie. Wspomniany jest w powieściach Rękopis pani Fabulickiej Hanny Januszewskiej (1958) oraz Złota wolność Zofii Kossak-Szczuckiej (1928).
Antybohater w powieściach pisarzy takich jak Aleksander Fredro, Władysław Syrokomla czy Władysław Bełza.
Jest jednym z antagonistów bohatera serii Kacper Ryx, której autorem jest Mariusz Wollny.
Zdaniem Emila Kipy był pierwowzorem barona Derusa z Podróży do Ciemnogrodu Stanisława Kostki Potockiego (1820); tego bohatera Kipa określa w słowach: ...wielkich panów ciemnogrodzkich [...] reprezentuje baron Derus, właściciel obronnego zamku, człowiek nieoświecony i głupi, a przy tym zły i okrutny, tyran swoich poddanych, którego życie wypełniają uczty i pijaństwo, polowania i walki zajazdowe. Charakterystykę tę uzupełniają szczegóły okrutnych praktyk baronowskich w jego dobrach w stosunku do chłopów, podane Potockiemu przez jednego z przewodników.